# 에밀 피카르
샤를 에밀 피카르(프랑스어: Charles Émile Picard, 1856년 7월 24일 ~ 1941년 12월 11일)는 프랑스의 수학자다. 1881년부터 파리에서 교수로 재직하였다. 피카르 정리와 피카르 군으로 유명하다.

## 수학적 공헌
- 피카르 정리
- 피카르 반복법 :미분방정식의 초기값 문제에서 반복을 통해 근사 해를 구하는 방법